# Спуа (Кот-д’Ор)
Спуа́ (фр. Spoy) — коммуна во Франции, находится в регионе Бургундия. Департамент коммуны — Кот-д’Ор. Входит в состав кантона И-сюр-Тий. Округ коммуны — Дижон.
Код INSEE коммуны — 21614.

## Население
Население коммуны на 2010 год составляло 298 человек.
| 1962 | 1968 | 1975 | 1982 | 1990 | 1999 | 2010 |
| ---- | ---- | ---- | ---- | ---- | ---- | ---- |
| 208  | 182  | 191  | 228  | 246  | 244  | 298  |

## Экономика
В 2010 году среди 184 человек трудоспособного возраста (15—64 лет) 143 были экономически активными, 41 — неактивными (показатель активности — 77,7 %, в 1999 году было 79,3 %). Из 143 активных жителей работали 139 человек (65 мужчин и 74 женщины), безработных было 4 (2 мужчин и 2 женщины). Среди 41 неактивных 12 человек были учениками или студентами, 23 — пенсионерами, 6 были неактивными по другим причинам.